# 可莉·杜瓦
可莉·杜瓦（英語：Clea DuVall，1977年9月25日－），美國女演員、作家、製作人兼導演。自1996年出道起出演過眾多電影和電視節目的重要角色。包捨《奪命高校》（1999年）、《亞果出任務》、《老師不是人》、《不死咒怨》、《美國恐怖故事》和《羅曼諾夫後裔》。2016年執導處女作《婚姻有點難》，並擔任了該電影的主演、編劇和共同製作。2020年又執導了電影《求婚好意外》。

## 生平
杜瓦出生於加利福尼亞州洛杉磯，她的父親也是一位演員。她的名字源自英國作家勞倫斯·達雷爾的著作《Clea》。

## 個人生活
杜瓦在2016年表示自己是同性戀，已婚。她說在拍攝電影《戀戀模範生》時處於「深櫃狀態」。